# Luis Vergara Ruiz
Luis Antonio Vergara Ruiz, abogado y político liberal chileno. Nació en Santiago, el 24 de mayo de 1865. Falleció el 19 de diciembre de 1933. 

## Biografía
Es hijo de José Ignacio Vergara Urzúa y Matilde Ruiz Fontecilla. Contrajo matrimonio con Sara Zañartu Eguiguren, y posteriormente  se casó con Raquel Moreno García.
Estudió en el Liceo de Talca y en la Facultad de Derecho de la Universidad de Chile, donde juró como abogado el 19 de abril de 1886.

## Actividades públicas
- Militante del Partido Liberal Democrático desde 1889.
- Profesor de economía política, derecho administrativo y código de minas en la sección universitaria del Instituto Nacional (1884).
- Subsecretario del Ministerio de Obras Públicas (1887).
- Diputado por Itata y Maule (1894-1897), integró la comisión permanente de Educación y Beneficencia.
- Diputado por Santiago (1897-1900), integrante de la comisión permanente de Legislación y Justicia.
- Diputado por Talca, Curepto y Lontué (1903-1906), figuró en la comisión permanente de Gobierno y Relaciones Exteriores.
- Ministro de Relaciones Exteriores, Culto y Colonización (1904-1905).
- Militante del Partido Liberal desde 1906.
- Senador por Santiago (1906-1912). Integró la comisión permanente de Constitución, Legislación y Justicia.
- Ministro del Interior (junio-octubre de 1907).
- Subrogante del Ministerio de Industria y Obras Públicas (junio de 1907).
- Profesor de derecho penal en la Universidad Católica de Chile (1908-1914).
- Árbitro en el conflicto de las peticiones de los obreros carboníferos de Lota, Coronel, Curanilahue y Schwager (1920).